# Naznaczony (serial telewizyjny)
Naznaczony – polski serial telewizyjny z gatunku thriller z elementami fantasy, emitowany od 9 września do 2 grudnia 2009 w telewizji TVN w każdą środę o godzinie 21.30. Zdjęcia do serialu rozpoczęły się 9 listopada 2007.
Serial kręcony w Gdyni, Sopocie i Sulejowie (opactwo Cystersów).
Prawa do emisji serialu zakupiły Czechy (lokalny tytuł Strážce svědomí), Rosja oraz Dania (lokalny tytuł Brændemærket).

## Fabuła
Tadeusz Kral jest nauczycielem matematyki, ma żonę Milenę i córkę Natalię. Pewnego dnia w jego życiu pojawia się tajemniczy mężczyzna, który chce wyrównać rachunki z przeszłości. Milena i Natalia cudem unikają śmierci w katastrofie na morzu, ale aby zapewnić swojej rodzinie bezpieczeństwo, Kral musi stawić czoła przeszłości.

## Główni bohaterowie
- Tadeusz Kral (Piotr Adamczyk) – tytułowy „naznaczony”. Nauczyciel matematyki w szkole średniej. Mąż Mileny, ojciec Natalii „Natki”. Grzechy przeszłości nie dają mu o sobie zapomnieć, kiedy na jego drodze staje tajemniczy Nieznajomy i „naznacza go” dotykając ręką jego ramienia. Kral znajduje się na liście osób w notesie Nieznajomego. Gdy uświadamia sobie, że Nieznajomy zagraża bezpieczeństwu jego rodziny, postanawia go odnaleźć i odkryć jego tożsamość.
- Milena Kral (Anna Dereszowska) – żona Tadeusza, matka Natki. Udało jej się przetrwać groźny sztorm na Bałtyku. Od tego czasu jednak jej rodzinę prześladuje Nieznajomy.
- Natalia „Natka” Kral (Julia Wróblewska) – córka Tadeusza i Mileny. Po przetrwaniu sztormu na Bałtyku odkrywa u siebie paranormalne zdolności.
- Nieznajomy (Arkadiusz Bazak) – tajemnicza postać prześladująca Tadeusza i innych ludzi, których ma zapisanych na liście w swoim notesie. Ściga ich za błędy przeszłości. Wierzy, że nie ma zbrodni bez kary.
- Skowroński (Grzegorz Przybył) – agent Agencji Rządowej, zaufany współpracownik szefa Agencji. Twardy i bardzo inteligentny. Początkowo twardy wobec Krala, później pomaga mu w odnalezieniu jego porwanej rodziny i schwytaniu niebezpiecznego Afgana.
- Wojciech Radler (Jerzy Skolimowski) – dawny profesor, wykładał historię na uniwersytecie. Obecnie zakonnik, pasjonują go badania nad zjawiskami paranormalnymi. Mentor Tadeusza, razem starają się zbadać kim jest Nieznajomy.
- Salam „Afgan” Al Ali (Piotr Borowski) – mężczyzna arabskiego pochodzenia poszukujący Tadeusza Krala.
- Eryk Wierzbicki (Przemysław Sadowski) – brat Mileny, psychiatra, pracuje w szpitalu psychiatrycznym. Nie wie czy wierzyć w istnienie postaci Nieznajomego, którego poszukuje jego szwagier, Tadeusz.
- szef Agencji Rządowej (Mikołaj Müller) – tajemniczy mężczyzna w podeszłym wieku. Poszukuje wszelkich informacji na temat Nieznajomego.

## Obsada
- Piotr Adamczyk – Tadeusz Kral
- Anna Dereszowska – Milena Kral, żona Tadeusza
- Julia Wróblewska – Natalia „Natka” Kral, córka Tadeusza i Mileny
- Arkadiusz Bazak – Nieznajomy
- Grzegorz Przybył – Skowroński, agent Agencji Rządowej
- Andrzej Grabowski – szyper Puchalik
- Piotr Borowski – Salam „Afgan” Al-Ali
- Przemysław Sadowski – Eryk Wierzbicki, psychiatra, brat Mileny
- Jerzy Skolimowski – profesor Wojciech Radler
- Łukasz Nowicki – dziennikarz „Grippen” Grypiński
- Mikołaj Müller – szef Agencji Rządowej
- Marcel Wiercichowski – Wojnowski, pracownik Agencji Rządowej
- Andrzej Nejman – Rybarczyk, pracownik Agencji Rządowej
- Krystian Wieczorek – dowódca jednostki ratowniczej
- Julia Kamińska – Ania, uczennica Tadeusza Krala
- Andrzej Andrzejewski – policjant Kazimierz Rawicz (odcinek 6, 8, 11)
- Sławomir Orzechowski – policjant Zdunek (odcinek 6, 8, 11)
- Wiesław Komasa – brat Andrzej (odcinek 13)
- Dariusz Siastacz – mężczyzna (odcinek 1)
- Leon Krzycki – szachista (odcinek 1)
- Piotr Urbaniak – policjant (odcinek 1)
- Roch Siemianowski – lekarz (odcinek 1)
- Krzysztof Respondek – Staszek Kornacki (odcinki 2, 5)
- Mariusz Drężek – Radek Biernacki, przyjaciel Staszka (odcinek 2)
- Tomasz Sobczak – policjant (odcinek 2)
- Michał Kruk – policjant (odcinek 2)
- Marek Lewandowski – kioskarz (odcinek 2)
- Janusz Chabior – pacjent „Pułkownik” (odcinek 2, 5)
- Paweł Burczyk – dziennikarz (odcinek 2)
- Antoni Barłowski – wędkarz (odcinek 2)
- Karolina Porcari – Kasia Bukalska (odcinek 3)
- Przemysław Bluszcz – ochroniarz Tolek (odcinek 3)
- Kamil Maćkowiak – Igor Karmicki (odcinek 3)
- Agnieszka Dulęba-Kasza – Lidka (odcinek 3)
- Izabela Kała – Kasia, żona Grypińskiego (odcinek 3)
- Robert Więckiewicz – Władek Surmacz (odcinek 4)
- Julia Pietrucha – Natalia (odcinek 4)
- Jerzy Grałek – grabarz, ojciec Natalii (odcinek 4)
- Lesław Żurek – Wit, brat Natalii (odcinek 4)
- Wacław Szklarski – Bogusz, pracownik Surmacza (odcinek 4)
- Mirosław Haniszewski – pracownik zakładu pogrzebowego (odcinek 4 i 8)
- Robert Czebotar – sanitariusz (odcinek 4)
- Elżbieta Kijowska – matka Igora Karnowskiego (odcinek 4)
- Joanna Borer – żona Surmacza (odcinek 4)
- Piotr Bąk – lekarz (odcinek 4)
- Marcin Dorociński – Andrzej Smoczyński, fotograf (odcinek 5)
- Antoni Pawlicki – Jacek Kotulski, fotograf, przyjaciel Andrzeja (odcinek 5)
- Tamara Arciuch – Marta Smoczyńska, żona Andrzeja, siostra Jacka (odcinek 5)
- Tadeusz Szymków – Boszko Slavic (odcinek 5)
- Kinga Ilgner – dziewczyna Boszka (odcinek 5)
- Violetta Arlak – sekretarka na uczelni (odcinek 5)
- Małgorzata Zawadzka – żona rozstrzelanego (odcinek 5)
- Dariusz Juzyszyn – sierżant Wojciech Drzewiecki (odcinek 5)
- Zbigniew Zamachowski – Aleksander Drawski, pisarz (odcinek 6)
- Monika Krzywkowska – Helena Drawska, żona Aleksandra (odcinek 6)
- Robert Wabich – Grabowski (odcinek 6)
- Dariusz Toczek – Lupa (odcinek 6)
- Leszek Zduń – lekarz (odcinek 6)
- Dariusz Niebudek – strażnik więzienny (odcinek 6, 7)
- Hanna Piaseczna-Czerniak – pielęgniarka (odcinek 6, 7)
- Borys Szyc – mecenas Robert Brajtner (odcinek 7)
- Ilona Ostrowska – prokurator Laura, narzeczona Brajtnera (odcinek 7)
- Andrzej Zieliński – Dominik Lewandowski (odcinek 7)
- Bogdan Słomiński – prokurator Warnicki (odcinek 7)
- Aleksander Bednarz – biegły (odcinek 7)
- Michał Grudziński – mecenas Drawicz (odcinek 7)
- Agnieszka Michalska – reporterka (odcinek 7)
- Aleksander Fabisiak – sędzia (odcinek 7)
- Aleksander Mikołajczak – śledczy (odcinek 7)
- Karolina Kominek – florecistka Iza Lisowska (odcinek 8)
- Dorota Segda – Ewa Kuklińska, trenerka Izy (odcinek 8)
- Aleksandra Bednarz – Anna Lisowska, siostra Izy (odcinek 8)
- Katarzyna Kołeczek – florecistka Łucja (odcinek 8)
- Andrzej Konopka – lekarz więzienny (odcinek 8)
- Anna Szczerbińska – florecistka (odcinek 8)
- Daniel Olbrychski – trener Jacek Malec (odcinek 9)
- Anna Korcz – Lucyna Barska (odcinek 9)
- Mateusz Janicki – Karol Barski, syn Lucyny (odcinek 9)
- Dawid Kostecki – bokser „Żyleta” (odcinek 9)
- Paweł Nowisz – Irek, trener „Żylety” (odcinek 9)
- Mariusz Zaniewski – menedżer „Żylety” (odcinek 9)
- Marta Klubowicz – Krystyna, żona Irka (odcinek 9)
- Cezary Iber – student Darek (odcinek 5, 10)
- Marta Nieradkiewicz – Ola (odcinek 10)
- Maciej Maciejewski – Klaudiusz „Skunks” Warszewski (odcinek 10)
- Krzysztof Dracz – patolog (odcinek 10)
- Wojciech Kalarus – patolog Szymek (odcinek 10, 11)
- Małgorzata Buczkowska – Basia Korzeń (odcinek 11)
- Małgorzata Zajączkowska – Wanda Korzeń, matka Basi (odcinek 11)
- Andrzej Hudziak – Mieczysław Korzeń, ojciec Basi (odcinek 11)
- Marek Galas – 2 role: Jan Wojciech Kmicic; Piotr Wojciech Kmicic, brat Jana Wojciecha (odcinek 11)
- Łukasz Konopka – ksiądz Andrzej Karpisz (odcinek 11)
- Sławomir Grzymkowski – policjant z psem (odcinek 11)
- Ireneusz Dydliński – policjant z psem (odcinek 11)
- Łukasz Simlat – Piotr Późny (odcinek 12)
- Agnieszka Roszkowska – Ewelina Późna, żona Piotra (odcinek 12)
- Jan Woś – Adaś Późny, syn Piotra (odcinek 12)
- Piotr Polk – Patryk Drzewiecki (odcinek 12)
- Grzegorz Stosz – lekarz (odcinek 12)
- Arkadiusz Janiczek – asystent Patryka Drzewieckiego (odcinek 12)
- Dorota Wellman – prezenterka (odcinek 12)
- Marcin Prokop – prezenter (odcinek 12)
- Rafał Sisicki – ochroniarz (odcinek 12)
- Jacek Bursztynowicz – ordynator (odcinek 13)

## Odcinki
| Nr odcinka | Tytuł odcinka        | Data emisji          | Oglądalność Dane AGB Nielsen Media Research |
| ---------- | -------------------- | -------------------- | ------------------------------------------- |
| Seria 1    |                      |                      |                                             |
| 1          | Nieznajomy           | 9 września 2009      | 2 893 267                                   |
| 2          | Najlepszy przyjaciel | 16 września 2009     | 2 298 824                                   |
| 3          | Tatuaż               | 23 września 2009     | 2 186 212                                   |
| 4          | Trumna na urodziny   | 30 września 2009     | 2 232 459                                   |
| 5          | Zdjęcie roku         | 7 października 2009  | 2 320 873                                   |
| 6          | Sprawy niedokończone | 14 października 2009 | 1 958 422                                   |
| 7          | Dziewiąta ofiara     | 21 października 2009 | 1 965 926                                   |
| 8          | Przyjaciółki         | 28 października 2009 | 1 869 167                                   |
| 9          | Ring                 | 4 listopada 2009     | 1 870 160                                   |
| 10         | Wyścig z czasem      | 11 listopada 2009    | 1 662 178                                   |
| 11         | Ślepa zemsta         | 18 listopada 2009    | 2 021 107                                   |
| 12         | Bomba w górę         | 25 listopada 2009    | 1 641 204                                   |
| 13         | Naznaczeni           | 2 grudnia 2009       | 1 908 082                                   |

## Spis serii
| Seria | Seria | Sezon       | Odcinki   | Premiera serii  | Finał serii    | Pora emisji  | Średnia oglądalność |
| ----- | ----- | ----------- | --------- | --------------- | -------------- | ------------ | ------------------- |
|       | 1.    | jesień 2009 | 1–13 (13) | 9 września 2009 | 2 grudnia 2009 | środa, 21:30 | 2 061 925           |

## Nagrody i nominacje
- Nominacja w kategorii najlepszego serialu dramatycznego do nagrody przyznawanej na festiwalu Rose D'Or w 2010.
- Nominacja w czterech kategoriach: Najlepszy Międzynarodowy Producent, Najlepszy Europejski Producent, Najlepsza Rola Aktorska (Piotr Adamczyk i Arkadiusz Bazak), Najlepsza Aktorska Rola Żeńska (Anna Dereszowska i Julia Wróblewska) do nagrody Złotej Nimfy, przyznawanej w ramach 50. Międzynarodowego Festiwalu Filmów Telewizyjnych w Monte-Carlo,
- Nominacja w kategorii serial dramatyczny do nagrody przyznawanej na Międzynarodowym Festiwalu Produkcji TV w Rzymie – Roma Fiction Fest.